# Alexis Duchâteau
Alexis Duchâteau (* 7. April 1714 in Saint-Germain-en-Laye; † 6. August 1792) war ein französischer Apotheker, der ab 1740 in Saint-Germain-en-Laye praktiziert hat und als einer der Erfinder von Porzellanzähnen gilt.
Als mit zunehmendem Alter seine Zähne immer schlechter wurden, ließ er sich Zahnersatz aus Nilpferdknochen anfertigen. Bald störte ihn der Gestank dieses Knochens und er überlegte, Zähne aus Porzellan herzustellen. Es ist nicht überliefert, ob er die Idee aus den Schriften Pierre Fauchards oder einem Gespräch mit Louis-Claude Cadet aus Gassicourt entnommen hat, dem Chemie-Kommissar des französischen Königs an der Manufacture royale de porcelaine de Sèvres. Jedenfalls stellte er 1774 Porzellangerüste aus Sèvres-Porzellan her, die er schrittweise verbesserte. Berichten zufolge präsentierte er seine Erfindung der Akademie für Chirurgie beziehungsweise der Akademie für Medizin. Es gibt jedoch darüber keine Aufzeichnungen bei diesen Akademien. Die einzige bekannte Erwähnung findet sich in einer von Duchâteau am 20. Oktober 1789 an den Zahnarzt Nicolas Dubois de Chémant ausgestellten Bescheinigung, in der er die Überlegenheit der Porzellanzähne von Dubois de Chémant bezogen auf seine eigenen Entwicklungen anerkennt. Dies hat ihn nicht daran gehindert, eine Klage wegen der Patentrechte einzureichen, mit der er jedoch am 26. Januar 1792 unterlag.